# Paracaryum glandulosum
Paracaryum glandulosum är en strävbladig växtart som beskrevs av M. Khatamsaz. Paracaryum glandulosum ingår i släktet Paracaryum och familjen strävbladiga växter. Inga underarter finns listade i Catalogue of Life.